# 艾哈邁德特種部隊
特別迅速應變分隊「艾哈邁德」（俄语：Специальный отряд быстрого реагирования «Ахмат»），又被稱為「艾哈邁德」特種部隊（Спецназ «Ахмат»），又譯為「阿赫馬特」特種部隊，其在2019年至2021年稱「特別迅速應變分隊『托列克』」（СОБР «Терек»）。其是隸屬於俄羅斯國家近衛軍車臣分部的特別迅速應變分隊，實際上由車臣共和國首腦拉姆贊·卡德羅夫親自掌控。自2021年起，阿普季·阿拉烏季諾夫擔任該部隊指揮官，其被媒體視為卡德羅夫潛在的接班人。
「艾哈邁德」特種部隊於2009年成立，主要目的是打擊伊奇克里亞車臣共和國的支持者。據《新報》多次調查報導指，「艾哈邁德」特種部隊涉及綁架、酷刑和法外處決，並在其轄區內至少設有一座秘密監獄。
在俄羅斯入侵烏克蘭的期間，「艾哈邁德」特種部隊被諷稱為「抖音軍團」，因為他們並未直接參與戰鬥，而是在佔領區拍攝模擬與烏克蘭武裝部隊進行激烈交戰的影片。

## 歷史
「艾哈邁德」特種部隊於2009年3月成立，當時名稱為「托列克」特種部隊，由拉姆贊·卡德羅夫的童年好友阿布扎伊德·維斯穆拉多夫領導。與其他許多車臣安全部隊一樣，「艾哈邁德」特種部隊的成立目的是鎮壓伊奇克里亞車臣共和國的支持者。2020年2月，維斯穆拉多夫升任車臣共和國副總理後，該部隊由卡德羅夫的另一位親信阿普季·阿拉烏季諾夫接掌指揮，其在2024年被媒體視為卡德羅夫潛在的繼承人。2021年3月，這支部隊被冠以車臣共和國首任總統的艾哈邁德·卡德羅夫名字。

## 活動
儘管「艾哈邁德」特種部隊名義上隸屬於俄羅斯國家近衛軍，但與其他車臣部隊一樣，其實際上由卡德羅夫親自掌控。「艾哈邁德」特種部隊的主要任務之一是保護車臣共和國的最高領袖。
《新報》的調查報導顯示，「艾哈邁德」特種部隊涉及綁架、酷刑和法外處決，其借口通常是受害者涉嫌恐怖活動或因其同性戀傾向。根據多方證詞，「艾哈邁德」特種部隊的基地內至少有一座秘密監獄，曾經關押過前俄羅斯聯邦法官賽迪·揚古爾巴耶夫的兒子易卜拉欣·揚古爾巴耶夫，以及被扣押在格羅茲尼的扎雷瑪·穆薩耶娃。此外，一名車臣反對派「阿達特」項目的管理人也在此遭受酷刑，其被迫坐在瓶子上。

## 俄烏戰爭
在俄羅斯入侵烏克蘭期間，「艾哈邁德」特種部隊被諷稱為「抖音軍團」。目擊者和軍事專家指出，這些車臣部隊並未參與前線作戰，而是在由俄軍控制的安全區域內拍攝模擬與烏克蘭武裝部隊激烈交戰的影片。《The Insider》指出，這些部隊隨行有專業攝影師，使用多台攝影機進行拍攝。
被俘的「艾哈邁德」志願營士兵透露，車臣族士兵享有特權，駐紮在距離前線50公里的地方。由於「艾哈邁德」特種部隊未在前線作戰且過度自我宣傳，親俄羅斯軍事博主對其產生強烈的不滿。
卡德羅夫的部隊缺乏真正戰鬥能力，因為他們沒有重型武器、炮兵或航空支援。戰爭研究所指出，車臣部隊幾乎未參與戰鬥，而是在後方充當「督戰隊」。烏克蘭政治學者米哈伊爾·薩瓦指出，卡德羅夫的部隊參與被佔領區掠奪烏克蘭人財產的行動，並派遣大批伊斯蘭教法法官處理車臣人之間的財產糾紛。
2022年8月，烏克蘭國家安全局報告稱，「艾哈邁德」特種部隊的軍官伊茲瑙爾·穆薩耶夫及其下屬捲入2022年3月在基輔州的布查大屠殺。
在2023年6月瓦格納集團兵變期間，「艾哈邁德」特種部隊被派往頓河畔羅斯托夫以對抗瓦格納僱傭兵。然而，當瓦格納部隊在城市活動時，卡德羅夫的部隊要麼在行進途中被堵，要麼無法及時趕到城市，最終未能與瓦格納部隊正面交鋒。
2024年8月烏克蘭入侵俄羅斯庫爾斯克州前夕，「艾哈邁德」特種部隊被派往守衛庫爾斯克州邊界，但並未參與戰鬥。根據「VChK-OGPU」、「極端愛國主義」等軍事Telegraph頻道和當地居民的報導，車臣士兵在戰鬥中棄守陣地，留下義務兵。「艾哈邁德」特種部隊指揮官阿普季·阿拉烏季諾夫辯稱，烏克蘭武裝部隊和卡德羅夫的部隊「錯過了對方」，烏克蘭軍隊只是經過「艾哈邁德」的據點，並未發生交戰。

## 制裁
自2019年以來，「艾哈邁德」特種部隊及其前指揮官阿布扎伊德·維斯穆拉多夫一直受到美國制裁。2020年，英國也對參與車臣LGBT族群迫害的「艾哈邁德」特種部隊實施制裁。